# William Dudley
William Dudley (Londra, 4 marzo 1947 – Londra, 31 maggio 2025) è stato uno scenografo e costumista britannico.

## Biografia
William Dudley nacque a Londra il 4 marzo 1947, figlio di William Stuart Dudley e Dorothy Irene Stacey. Dopo gli studi alla Saint Martin's School of Art e alla Slade School of Art, esordì come scenografo e costumista nell'ottobre 1970 con un allestimento di Amleto a Nottingham. 
Da allora curò il design di numerose opere nei maggiori teatri londinesi, tra cui il Royal Court, il National Theatre, la Donmar Warehouse, il Shakespeare's Globe, l'Old Vic e numerosi teatri del West End. Frequente collaboratore della Royal Shakespeare Company, vinse cinque Premi Laurence Olivier al miglior scenografo (più di ogni altra persona nella storia del premio) e due Premi Laurence Olivier al miglior costumista.
Lavorò quattro volte a Broadway tra il 1990 e il 2012, come scenografo de La gatta sul tetto che scotta, Amadeus, The Woman in White ed End of the Rainbow. Nel 1978 esordì al Metropolitan Opera House come scenografo e costumista di Billy Budd e da allora lavorò in alcuni dei maggiori teatri d'opera al mondo, tra cui l'Opéra national de Paris (Lucia di Lammermoor) e la Royal Opera House (Il cavaliere della rosa, I racconti di Hoffmann).

## Vita privata
Compagno dal 1984 della regista Lucy Bailey, con cui collaborò in diverse occasioni, sì sposò con lei nel 2008.